# Upon Enchanted Ground
Upon Enchanted Ground is een compositie van Alan Hovhaness.
De muziek is geschreven voor een ballet met danser Jean Erdman. Het is gecomponeerd voor de enigszins vreemde combinatie van dwarsfluit, cello, grote tamtam en harp. Het werk, zo kort als het duurt, valt in drie secties uiteen. De eerste sectie bestaat uit een rondfladderende melodie boven de getokkelde klanken van de harp. In de tweede sectie speelt de harp de solopartij boven een maximaal viertal slagen op de tamtam. Het constante getokkel moet klokgelui weergeven. Deze sectie gaat automatisch over in de derde wanneer de dwarsfluit terugkeert en ook de cello zich in de muziek mengt. Net als andere composities van Hovhaness eindigt het werk vrij plotseling.

## Discografie
- Uitgave Telarc: Frank Hendriks (dwarsfluit), Herwig Coryn (cello), Patrick de Smet (tamtam) en Yolanda Kondonassis (harp); een opname uit 1998; Galaxy Studio in Mol (België).

## Bron
- de Telarc compact disc
- Hovhaness.com